# 인터넷 인쇄 프로토콜
인터넷 인쇄 프로토콜 또는 인터넷 프린팅 프로토콜(Internet Printing Protocol, IPP)은 클라이언트 기기(컴퓨터, 휴대폰, 태블릿 등)와 프린터(또는 인쇄 서버) 간에 사용되는 특수 통신 프로토콜이다. 이 프로토콜을 통해 클라이언트는 네트워크에 연결된 프린터 또는 인쇄 서버에 하나 이상의 인쇄 작업을 제출하고, 프린터 상태 조회, 인쇄 작업 상태 확인, 개별 인쇄 작업 취소 등의 작업을 수행할 수 있다.
모든 IP 기반 프로토콜과 마찬가지로 IPP는 로컬 또는 인터넷을 통해 실행될 수 있다. 다른 인쇄 프로토콜과 달리 IPP는 액세스 제어, 인증 및 암호화 기능을 지원하여 기존 프로토콜보다 훨씬 강력하고 안전한 인쇄 메커니즘을 제공한다.
IPP는 에어프린트, IPP 에브리웨어, 모프리아 얼라이언스(Mopria Alliance)를 포함한 여러 프린터 로고 인증 프로그램의 기반이며, 현재 판매되는 프린터의 98% 이상에서 지원된다.

## 같이 보기
- CUPS
- 라인 프린터 데몬 프로토콜